# سوميت باسي
سوميت باسي (12 سبتمبر 1994 بشانديغار في الهند - ) هو لاعب كرة قدم هندي في مركز الهجوم. شارك مع منتخب الهند تحت 20 سنة لكرة القدم ومنتخب الهند تحت 23 سنة لكرة القدم. أما مع النوادي، فقد لعب مع سبورتينغ غوا وIndian Arrows ‏.

## روابط خارجية
- سوميت باسي على موقع ناشيونال فوتبول تيمز (الإنجليزية)
- سوميت باسي على موقع Soccerway.com (الإنجليزية)